# Liste der Kulturdenkmäler in Röllshausen
Die folgende Liste enthält die in der Denkmaltopographie ausgewiesenen Kulturdenkmäler auf dem Gebiet des Ortsteils Röllshausen der  Stadt Schrecksbach, Schwalm-Eder-Kreis, Hessen.
Hinweis: Die Reihenfolge der Denkmäler in dieser Liste orientiert sich an der Anschrift, alternativ ist sie auch nach der Bezeichnung oder der Bauzeit sortierbar.
Kulturdenkmäler werden fortlaufend im Denkmalverzeichnis des Landes Hessen durch das Landesamt für Denkmalpflege Hessen auf Basis des Hessischen Denkmalschutzgesetzes (HDSchG) geführt. Die Schutzwürdigkeit eines Kulturdenkmals hängt nicht von der Eintragung in das Denkmalverzeichnis des Landes Hessen oder der Veröffentlichung in der Denkmaltopographie ab.

| Bild                                        | Bezeichnung                                     | Lage                                             | Beschreibung | Bauzeit                            | Daten |
| ------------------------------------------- | ----------------------------------------------- | ------------------------------------------------ | ------------ | ---------------------------------- | ----- |
| Direkt Bild zu diesem Denkmal hochladen     | Gesamtanlage Röllshausen                        | Koordinaten fehlen! Hilf mit.                    |              |                                    |       |
| Bild gesucht BW                             | Ernhaus Am Festplatz 5                          | Am Festplatz 5 LageFlur: 20, Flurstück: 46       |              | Zweite Hälfte des 18. Jahrhunderts |       |
| Bild gesucht BW                             | Hofanlage An der Trockenbach 1                  | An der Trockenbach 1 LageFlur: 7, Flurstück: 2   |              | um 1900                            |       |
| Direkt Bild zu diesem Denkmal hochladen     | Ernhaus An der Trockenbach 7                    | An der Trockenbach 7 Flur: 7, Flurstück: 10/1    |              | 1820                               |       |
| Direkt Bild zu diesem Denkmal hochladen     | Wohnhaus An der Trockenbach 8                   | An der Trockenbach 8 Flur: 16, Flurstück: 2/1    |              | Frühes 19. Jahrhundert             |       |
| Direkt Bild zu diesem Denkmal hochladen     | Haupthaus einer Hofanlage An der Trockenbach 12 | An der Trockenbach 12 Flur: 16, Flurstück: 13/1  |              | 1806                               |       |
| Direkt Bild zu diesem Denkmal hochladen     | Backhaus                                        | Borngasse Flur: 17, Flurstück: 17                |              | Spätes 18. Jahrhundert             |       |
| Direkt Bild zu diesem Denkmal hochladen     | Wohnwirtschaftsgebäude Brieleck 4               | Brieleck 4 Flur: 20, Flurstück: 34/1             |              | Spätes 18. Jahrhundert             |       |
| Direkt Bild zu diesem Denkmal hochladen     | Ernhaus Brieleck 7                              | Brieleck 7 Flur: 20, Flurstück: 28               |              | Spätes 17. Jahrhundert             |       |
| Direkt Bild zu diesem Denkmal hochladen     | Fachwerkwohnhaus Brieleck 8                     | Brieleck 8 Flur: 20, Flurstück: 30/1             |              | 1834                               |       |
| Direkt Bild zu diesem Denkmal hochladen     | Erntennenhaus Brieleck 13                       | Brieleck 13 Flur: 20, Flurstück: 24              |              | 1838                               |       |
| Direkt Bild zu diesem Denkmal hochladen     | Erntennenhaus Brieleck 15                       | Brieleck 15 Flur: 20, Flurstück: 23              |              | um 1800                            |       |
| Direkt Bild zu diesem Denkmal hochladen     | Hofanlage Brieleck 17                           | Brieleck 17 Flur: 20, Flurstück: 12/2            |              | 1799                               |       |
| Direkt Bild zu diesem Denkmal hochladen     | Hofanlage Brieleck 21                           | Brieleck 21 Flur: 20, Flurstück: 10/1            |              | 1787                               |       |
| Direkt Bild zu diesem Denkmal hochladen     | Fachwerkhaus Karl-Mons-Straße 4                 | Karl-Mons-Straße 4 Flur: 20, Flurstück: 39/3     |              | Zweite Hälfte des 18. Jahrhunderts |       |
| Direkt Bild zu diesem Denkmal hochladen     | Erntennenhaus Karl-Mons-Straße 5                | Karl-Mons-Straße 5 Flur: 21, Flurstück: 12/2     |              | um 1800                            |       |
| Direkt Bild zu diesem Denkmal hochladen     | Haupthaus einer Hofanlage Karl-Mons-Straße 6    | Karl-Mons-Straße 6 Flur: 22, Flurstück: 26       |              | 1911                               |       |
| Direkt Bild zu diesem Denkmal hochladen     | Haupthaus einer Hofanlage Karl-Mons-Straße 8+10 | Karl-Mons-Straße 8+10 Flur: 22, Flurstück: 22,23 |              | 1860                               |       |
| Direkt Bild zu diesem Denkmal hochladen     | Evangelische Pfarrkirche                        | Kirchstraße 3 Flur: 22, Flurstück: 30/3          |              | 1723/24                            |       |
| Direkt Bild zu diesem Denkmal hochladen     | Ernhaus Kirchstraße 4                           | Kirchstraße 4 Flur: 22, Flurstück: 42            |              | um 1800                            |       |
| Direkt Bild zu diesem Denkmal hochladen     | Haupthaus einer Wohnanlage Kirchstraße 10       | Kirchstraße 10 Flur: 22, Flurstück: 44           |              | um 1900                            |       |
| Direkt Bild zu diesem Denkmal hochladen     | Fachwerkhaus Kirchstraße 12                     | Kirchstraße 12 Flur: 22, Flurstück: 45           |              | Spätes 17. Jahrhundert             |       |
| Direkt Bild zu diesem Denkmal hochladen     | Haupthaus einer Hofanlage Salmshäuser Straße 1  | Salmshäuser Straße 1 Flur: 22, Flurstück: 34/1   |              | 1853                               |       |
| Direkt Bild zu diesem Denkmal hochladen     | Fachwerkhaus Salmshäuser Straße 2               | Salmshäuser Straße 2 Flur: 20, Flurstück: 16     |              | Spätes 19. Jahrhundert             |       |
| Direkt Bild zu diesem Denkmal hochladen     | Hofanlage Salmshäuser Straße 3                  | Salmshäuser Straße 3 Flur: 22, Flurstück: 37     |              | Frühes 20. Jahrhundert             |       |
| Direkt Bild zu diesem Denkmal hochladen     | Erntennenhaus Schwalmtalstraße 10               | Schwalmtalstraße 10 Flur: 19, Flurstück: 39/2    |              | 1889                               |       |
| Direkt Bild zu diesem Denkmal hochladen     | Hofanlage Schwalmtalstraße 12                   | Schwalmtalstraße 12 Flur: 19, Flurstück: 41      |              | Spätes 19. Jahrhundert             |       |
| Direkt Bild zu diesem Denkmal hochladen     | Fachwerkwohnhaus Schwalmtalstraße 18            | Schwalmtalstraße 18 Flur: 19, Flurstück: 12/2    |              | 1906                               |       |
| Direkt Bild zu diesem Denkmal hochladen     | Wohnwirtschaftsgebäude Schwalmtalstraße 23      | Schwalmtalstraße 23 Flur: 21, Flurstück: 33/2    |              | Spätes 18. Jahrhundert             |       |
| Direkt Bild zu diesem Denkmal hochladen     | Ernhaus Schwalmtalstraße 28                     | Schwalmtalstraße 28 Flur: 20, Flurstück: 37/2    |              | Frühes 19. Jahrhundert             |       |
| Direkt Bild zu diesem Denkmal hochladen     | Wohnhaus einer Hofanlage Schwalmtalstraße 29    | Schwalmtalstraße 29 Flur: 21, Flurstück: 5/4     |              | 1897                               |       |
| Direkt Bild zu diesem Denkmal hochladen     | Fachwerkhaus Schwalmtalstraße 37                | Schwalmtalstraße 37 Flur: 22, Flurstück: 32/3    |              | Zweite Hälfte des 18. Jahrhunderts |       |
| Direkt Bild zu diesem Denkmal hochladen     | Erntennenhaus Weg (22)                          | Weg (22) Flur: 22, Flurstück: 24                 |              | Zweite Hälfte des 18. Jahrhunderts |       |
| Direkt Bild zu diesem Denkmal hochladen     | Gesamtanlage Kirchhof Schönberg                 | Koordinaten fehlen! Hilf mit.                    |              | 12. Jahrhundert                    |       |
| Evangelische Filialkirche auf dem Schönberg | Evangelische Filialkirche auf dem Schönberg     | Borngasse 3 LageFlur: 17, Flurstück: 26          |              | Spätes 12. Jahrhundert             |       |